# Valle de Calingasta
Valle de Calingasta är en dal i Argentina.   Den ligger i provinsen San Juan, i den nordvästra delen av landet, 1 100 km väster om huvudstaden Buenos Aires.
Omgivningarna runt Valle de Calingasta är i huvudsak ett öppet busklandskap. Trakten runt Valle de Calingasta är nära nog obefolkad, med mindre än två invånare per kvadratkilometer.